# XXI Liceum Ogólnokształcące im. Hugona Kołłątaja w Warszawie

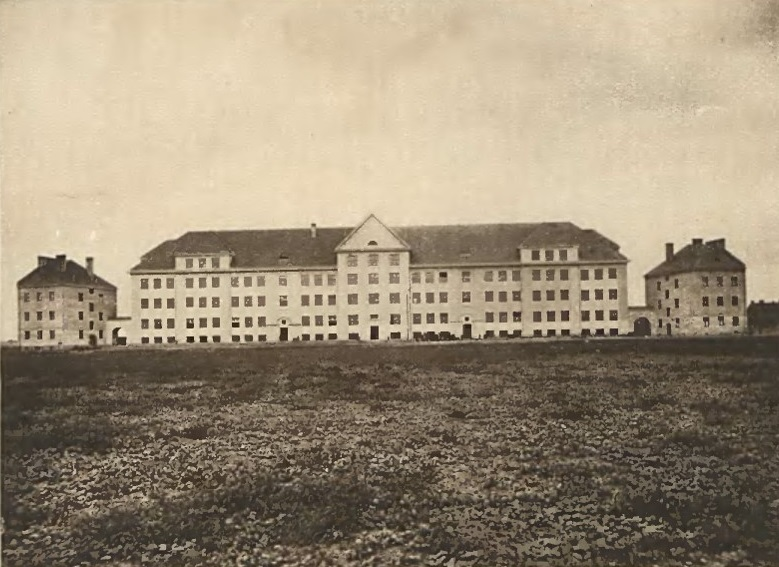
Budynek szkoły w latach 20. XX wieku

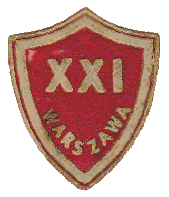
Tarcza szkoły

XXI Liceum Ogólnokształcące im. Hugona Kołłątaja – ponadpodstawowa publiczna szkoła państwowa w Warszawie.

## Opis
Organem prowadzącym szkołę jest Urząd Dzielnicy Ochota m.st. Warszawy. Funkcję dyrektora pełni mgr Wioletta Dębiec, którą objęła w 2019 roku. Szkoła mieści się przy małej uliczce Metrykantów, pomiędzy ul. Banacha i ul. Hankiewicza. Urzędowy adres szkoły od roku 1990 wiąże się z ul. Grójecką.
Szkoła kontynuuje tradycje utworzonego w 1921 r. II Męskiego Gimnazjum i Liceum im. Hugona Kołłątaja, mieszczącego się od 1927 w tych samych budynkach. Wzniesione według projektu architekta Tadeusza Szaniora z dwoma mieszkalnymi oficynami po bokach i salą gimnastyczną na osi centralnej, były jednymi z nowocześniejszych budynków szkolnych w przedwojennej Warszawie. Oprócz gimnazjum i liceum mieściły się w nim również publiczne szkoły powszechne nr 188 i 189.
W czasie okupacji hitlerowskiej budynki szkoły zostały zajęte przez niemiecką żandarmerię. W czasie powstania warszawskiego w szkolnej sali gimnastycznej oddziały RONA urządziły krematorium, w którym palone były zwłoki zmarłych i zamordowanych więźniów obozu przejściowego Zieleniak.
Wielu nauczycieli, uczniów i absolwentów XXI LO brało udział w ruchu oporu i w tajnym nauczaniu. Władysław Malczewski, nauczyciel historii i dyrektor szkoły w latach 1921–1937 poległ w powstaniu warszawskim. Józef Miernik, nauczyciel matematyki i dyrektor w latach 1937–1943 został rozstrzelany w publicznej egzekucji w 1943.
Szkoła wznowiła działalność przed 3 marca 1945, jako jedna z pierwszych szkół w wyzwolonej lewobrzeżnej Warszawie.
Budynki zostały odbudowane w latach 1948–1949, a przed 50. jubileuszem szkoły gruntownie odrestaurowane.
W 50. rocznicę powstania szkoła otrzymała sztandar ufundowany przez Komitet Rodzicielski i Zakład Opiekuńczy – Spółdzielnię „Warsep” z Okęcia. Wykonały go siostry Zmartwychwstanki według projektu Irminy Korpus.
Obchody 85-lecia szkoły odbyły się w październiku 2006 roku.  W 2007 roku oddano do użytku odremontowane poddasze szkoły, gdzie mieszczą się sale językowe.
W 2012 roku przed wejściem od ulicy Metrykantów odsłonięto Głaz Marszałka Józefa Piłsudskiego, który był zakopany przez kilkadziesiąt lat na boisku liceum.

## Absolwenci (m.in.)
- Joanna Fabisiak – posłanka na Sejm[4]
- Lechosław Gawlikowski − dziennikarz, publicysta, wieloletni wicedyrektor Radia Wolna Europa
- Mirosław „Zacier” Jędras – lider grupy muzycznej Zacier, lekarz
- Piotr Kaliciński – chirurg, trasplantolog dziecięcy
- Mateusz Kijowski – działacz społeczny, lider KOD-u
- Jerzy Kobza-Orłowski - śpiewak operowy, powstaniec warszawski
- Piotr Kozłowski – aktor
- Antoni Królikowski – aktor
- Piotr Kućma – dziennikarz TVP
- Jerzy Kwaśniewski – socjolog, profesor, dyrektor IPSiR Uniwersytetu Warszawskiego
- Szymon Majewski – publicysta, showman
- Witold Sielewicz – działacz samorządowy
- Paweł Skibiński – historyk, politolog, wykładowca, publicysta, dyrektor Muzeum Jana Pawła II i Prymasa Wyszyńskiego
- Agnieszka Sylwanowicz – tłumacz literatury angielskiej
- Artur Hugo Świergiel – profesor dr habilitowany, zootechnik, neurofizjolog, badacz zachowania się zwierząt, farmakolog. Działacz społeczny i polityczny.
- Rafał Tomala – prezes MKKK, organizator XXXVII Mistrzostw Polski Karate Kyokushin
- Piotr Tomasik – teolog, dziekan Wydziału Teologicznego UKSW[5]
- Ryszard Turczyn – tłumacz literatury z niemieckiego i niderlandzkiego
- Wojciech Waglewski – kompozytor, producent muzyczny[6]
- Piotr Węgleński – rektor Uniwersytetu Warszawskiego w latach 1999–2005
- Lucjan Węgrowicz – matematyk, inżynier, profesor Instytutu Podstawowych Problemów Techniki PAN i Uniwersytetu McGilla w Montrealu
- Rafał Wieczyński – aktor i reżyser, założyciel licealnego kółka teatralnego
- Jan Władysław Woś – historyk, profesor uniwersytetów w Pizie, Wenecji, Heidelbergu i Trydencie, bibliofil, kolekcjoner
- Agnieszka Zwierko – światowej sławy śpiewaczka operowa
- Benedykt Zientara – historyk, mediewista, profesor Uniwersytetu Warszawskiego
- Jakub Chuptyś – prezenter radiowy, youtuber (2012)